# Кёлер, Гундольф
Гундольф Вильфрид Кёлер (нем. Gundolf Wilfried Köhler; 27 августа 1959, Швеннинген-ам-Неккар — 26 сентября 1980, Мюнхен) — немецкий праворадикальный экстремист, неонацист, член Военно-спортивной группы Гофмана. Виновник и одна из 13 жертв теракта на Октоберфесте.

## Биография

### Юность
Детство провёл в Донауэшингене, окончил Фюрстенбергскую гимназию. Отслужив в бундесвере, поступил в Университет Тюбингена на факультет геологии. В течение своего обучения он активно участвовал во встречах ультраправых группировок. Характеризовался как замкнутый человек, носил с собой оружие регулярно.

### Связь с неонацистами
С 14 лет Кёлер участвовал в съездах НДПГ, дома он у себя хранил значки, книги и картины эпохи национал-социализма, а в его доме над кроватью висел портрет Гитлера. Кёлер состоял в группировке «Стальной шлем», активно занимаясь военной подготовкой (преимущественно бегом и стрельбой). В группу Гофмана Кёлер пришёл в 1977 году по рекомендации Акселя Хайнцманна, активно переписывался с Гофманом и участвовал в учениях. В январе 1980 года Кёлер поучаствовал в одном из нападений, тем самым выдав себя. Деятельностью Кёлера заинтересовалась прокуратура.

### Теракт на Октоберфесте
Последнее своё преступление Кёлер совершил в Мюнхене во время празднования Октоберфеста, 26 сентября 1980. В 22:19 у входа в общественный туалет взорвалась самодельная трубчатая бомба, и взрыв унёс жизни 13 человек: в их числе оказался и зазевавшийся Кёлер. Ещё 211 человек были ранены.

## Версии о действиях Кёлера
Расследование велось относительно медленно, поскольку давление баварского правительства вынуждало следователей работать сразу на нескольких участках. Изначально рассматривалась версия личного неонацистского протеста Кёлера, который был социально изолированным и замкнутым лицом: предполагалось, что он самостоятельно собрал бомбу в одиночку, принёс её на праздник и взорвал. Согласно официальной версии, вся ответственность за взрыв лежит именно на Кёлере.
Однако официальная версия в настоящее время о протесте Кёлера и его самостоятельной деятельности ставится под сомнение. По данным прокуратуры и сохранившимся документам, где фигурирует имя террориста, Гундольф незадолго до взрыва работал некоторое время в Мюнхене, заключал один раз строительный договор и даже выступал в любительской рок-группе, что уже ставит под сомнение доводы об отсутствии контактов с обычными лицами. По версии Штази, Кёлер не мог теоретически собрать бомбу, поскольку у него не было навыков и знаний, что предполагало наличие сообщника из группы Гофмана. Так или иначе, но его связь с неонацистами подтверждается исследованиями журналиста Тобиаса фон Хеймана: Кёлер в течение пяти лет состоял в ультраправых организациях.
Издание Der Spiegel также приводило ещё одну версию: Кёлер устроил теракт по заказу Франца Йозефа Штрауса, кандидата на место канцлера ФРГ, чтобы дискредитировать оппонентов на выборах и помочь Штраусу после нападения набрать голоса на выборах. Однако никаких прямых доказательств, подтверждающих тот или иной мотив боевика из группы Гофмана, нет.